# ماتسوی یوکان
ماتسوی یوکان (به ژاپنی: 松井友閑); تولد نامشخص – مرگ نامشخص) سامورایی و از ملازمان اودا نوبوناگا اهل ژاپن بود.